# موكوي (أسطورة)
موكوي (بالإنجليزية: Mokoi)‏ الروح الشرير في أساطير استراليا تتضرع إليه الساحرات في شمال استراليا.